# Ніколай Брок-Мадсен
Ніколай Брок-Мадсен (дан. Nicolai Brock-Madsen, нар. 9 січня 1993, Раннерс) — данський футболіст, нападник клубу «Бірмінгем Сіті».

## Клубна кар'єра
Вихованець клубу «Раннерс» зі свого рідного міста. У 2010 році він дебютував у першому данському дивізіоні. За підсумками сезону команда вийшла в еліту. 18 серпня 2012 року в матчі проти «Сількеборга» Ніколай дебютував у данскый Суперлізі. 30 вересня в поєдинку проти «Брондбю» Брок-Мадсен забив свій перший гол за клуб на вищому рівні. У 2013 році він допоміг клубу вийти у фінал Кубка Данії.
21 серпня 2015 року Ніколай перебрався в Англію, підписавши чотирирічний контракт з клубом «Бірмінгем Сіті», що виступав у Чемпіоншипі. Протягом першого сезону встиг відіграти за команду з Бірмінгема лише 6 матчів в національному чемпіонаті.

## Виступи за збірні
2010 року дебютував у складі юнацької збірної Данії, взяв участь у 23 іграх на юнацькому рівні, відзначившись 5 забитими голами.
Протягом 2012—2013 років залучався до складу молодіжної збірної Данії, ставши півфіналістом молодіжного чемпіонату Європи 2015 року, що дозволило данцям кваліфікуватись на футбольний турнір Олімпійських ігор. Загалом на молодіжному рівні зіграв у 14 офіційних матчах, забив 6 голів.
2016 року захищав кольори олімпійської збірної Данії на Олімпійських іграх 2016 року у Ріо-де-Жанейро.